# Noctuelia anubisalis
Noctuelia anubisalis là một loài bướm đêm trong họ Crambidae.